# La Bâtie-Divisin
La Bâtie-Divisin este o comună în departamentul Isère din sud-estul Franței. În 2009 avea o populație de 875 de locuitori.

## Evoluția populației
| An        | 1975 | 1982 | 1990 | 1999 | 2006 | 2009 |
| --------- | ---- | ---- | ---- | ---- | ---- | ---- |
| Populație | 560  | 589  | 685  | 802  | 846  | 875  |